# Landeryds vårdboende
Landeryds vårdboende är ett äldreboende utanför Hjulsbro. Det drivs av vårdföretaget Aleris på uppdrag av Linköpings kommun.
Från 2015 avgränsar SCB för vårdboendet tillsammans med några byggnader öster därom en småort.